# Ulf Henricsson (militär)
Ulf Hugo Henricsson, född 1 februari 1942 i Engelbrekts församling i Stockholms stad, är en svensk militär (överste av första graden). Han var bland annat befälhavare vid de fredsbevarande operationerna i forna Jugoslavien 1993–1994. Där var han chef för Nordbat 2, som ingick i United Nations Protection Force (UNPROFOR).

## Biografi

### Militär karriär
Henricsson avlade officersexamen vid Krigsskolan 1969 och utnämndes samma år till fänrik vid Göta livgarde. Han studerade vid Militärhögskolan 1979–1981, var generalstabsaspirant och detaljchef vid Arméstaben 1981–1983 och var kompanichef vid Svea livgarde 1983–1984. Därefter var han chef för Markoperativa avdelningen vid staben i Östra militärområdet 1984–1986 och bataljonschef vid Skaraborgs regemente 1986–1987. Åren 1987–1990 var han systemledare för stridsfordon 90 och ny stridsvagn i Arméstaben. 
Han var chef för Pansartruppernas stridsskola 1990–1991 och chef för Södermanlandsbrigaden 1991–1994. Han var chef för BA01 som ingick i Nordbat 2 i United Nations Protection Force (UNPROFOR) under organisering, utbildning och genomförande från den 15 april september 1993 till den 15 april 1994. Under denna tjänstgöring blev han känd som ”Sheriffen i Vareš”. Därefter var han chef för Östra arméfördelningen 1994–1999. Åren 1999–2001 var han chef för OSSE Department for Regional Stabilization i Sarajevo. Henricsson var därefter från 2001 chef för Institutionen för ledarskap och management vid Försvarshögskolan. Hans slutliga grad var överste av första graden.
Henricsson har även varit chef för Sri Lanka Monitoring Mission (SLMM) april till september 2006. Några månader efter att Henricsson tillträtt som chef blossade den trettioåriga konflikten upp på nytt då skärmytslingar övergick i öppna strider. En nordisk kontingent under ledning av Henricsson försökte bland annat nå det område söder om Trincomalee där 17 hjälparbetare från Action contre la Faim kallblodigt hade avrättats.[källa behövs]

### Övrigt arbete
Ulf Henricsson invaldes 1996 som ledamot av Kungliga Krigsvetenskapsakademien. Han har också varit ledamot av styrelsen för Södertälje sjukhus.[källa behövs]
År 2013 utgav han boken När Balkan brann! om sina upplevelser i Nordbat 2.
Henricsson har medverkat i TV-dokumentären Stupni Do & Engel (antagligen producerat av SVT) som handlade om NordBat 2 och dess upptäckt av massakrerna i Stupni Do den 22 oktober 1993. Henricsson har även medverkat i TV3:s Grannfejden som medlare samt i TV8:s helgunderhållning Nyhetsfajten.[källa behövs]

## Utmärkelser
- Kommendör av 1. klass av Svärdsorden (KSO1kl), 21 mars 2024.[6]
- För nit och redlighet i rikets tjänst.
- Kungliga Krigsvetenskapsakademiens belöningsmedalj i guld, 2010.[7]
- Försvarsmaktens belöningsmedalj för internationella insatser i guld med blått band med svärd i guld, 17 november 1997. ”Som chef visat upprepat personligt mod som inneburit betydelsefullt föredöme under tjänstgöring september 1993–april 1994.”[8]